# Sersale
Sersale è un comune italiano di 4 152 abitanti della provincia di Catanzaro in Calabria.

## Geografia fisica

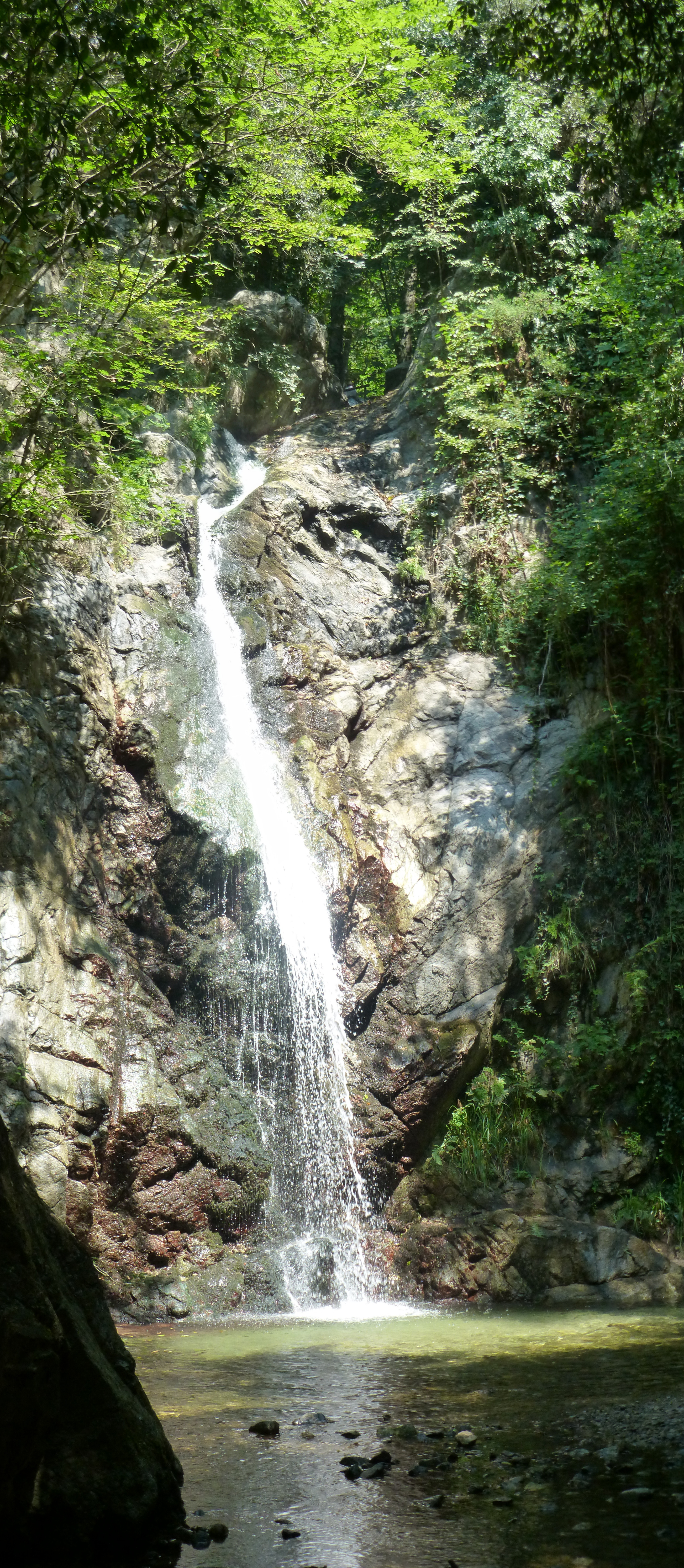
Cascata Campanaro

Di notevole valore escursionistico e paesaggistico è la Riserva Naturale Regionale delle Valli Cupe con i suoi canyon, monoliti, alberi secolari e le cascate dei fiumi Campanaro e Crocchio. Il Canyon Valli Cupe è unico in Europa nel suo genere e custodisce la rarissima felce bulbifera. Gli altri canyon sono Melissano, Inferno, Gole del Crocchio,  Catoie-Barbaro e Raga. Il monolito più importante è Pietra Aggiallu alto circa 18 metri. Gli alberi secolari sono il Gigante Buono di quasi 9 metri di circonferenza, il Gigante Greco e i Giganti di Cavallopoli . Tra le innumerevoli cascate si annoverano le cascate Campanaro, Rupe, Allori, Salice, Muschi, Chiusa, Chiusetta,  Rovetto, San Basile, Crocchio, Cavallopoli e quella dell'Inferno che con le sue profonde gole e i suoi vetusti platani orientali è ritenuta una delle più suggestive.

## Storia
La fondazione ufficiale di Sersale risale al 3 agosto del 1620, per merito di 13 coloni di Serrastretta che, il 3 agosto del 1620, ricevettero in enfiteusi dal Barone don Francesco Sersale, duca di Belcastro, parte del suo feudo di Zagarise e vollero chiamare il loro insediamento "Sersale" in onore della storica famiglia patrizia napoletana e di Sorrento.
Dopo pochissimi anni dalla fondazione il borgo aveva attirato decine e decine di famiglie provenienti in gran parte dalla cittadina dei fondatori e da Scigliano, centro della Presila cosentina che qualche secolo prima aveva dato origine a Serrastretta.
La zona dove ora sorge Sersale era già abitata in estate da pastori provenienti dal Reventino, infatti sembra che due edifici dell'attuale centro storico esistessero già nel 1538.
La storia del territorio di Sersale affonda le radici nel periodo greco e romano, come dimostrato dagli scavi archeologici nelle località Borda e Marina di Sersale. Di una certa rilevanza sono degli sporadici ritrovamenti del periodo preistorico.
Del periodo medievale risalgono i monasteri italo-greci dei Santi Tre Fanciulli, del IX secolo, in località Casalini-Castania, Santa Maria della Sana, dello stesso periodo e fra i più importanti in Calabria, sito nell'omonima località sulle pendici del Monte Raga, e San Nicola, in località Trebisina-San Nicola, nel 1230 trasformato in castello dai conti Falluch di Catanzaro per ordine di Federico II.
Nel monastero dei Santi Tre Fanciulli nel 1217 soggiornò per un certo periodo papa Onorio III.
In località Monacaria dove ora rimangono pochissimi resti sorgeva l'importante monastero florense di Santa Maria d'Acquaviva o di Monacaria, costruito nel 1194 direttamente da Gioacchino da Fiore insieme al discepolo Pietro da Cosenza. Anche se rimangono poche tracce fu considerato uno dei più importanti monasteri florensi del massiccio silano. In località Catoie e colle Orlando, sul confine con il comune di Zagarise, si trovano ancora i resti della città di Barbaro che solo per una piccolissima parte interessa il comune di Sersale, mentre i colli e i toponimi che ricordano i paladini di Carlo Magno ricadono interamente nel territorio sersalese.

## Società

### Evoluzione demografica
Abitanti censiti

## Infrastrutture e trasporti
Il comune è interessato dalle seguenti direttrici stradali:
- Ionica
- della Piccola Sila
- di Cropani

## Amministrazione
| Periodo        | Periodo        | Primo cittadino          | Partito                            | Carica  | Note |
| -------------- | -------------- | ------------------------ | ---------------------------------- | ------- | ---- |
| 12 giugno 1994 | 24 maggio 1998 | Venanzio Mario Spadafora | Partito Democratico della Sinistra | sindaco |      |
| 24 maggio 1998 | 27 maggio 2002 | Venanzio Mario Spadafora | lista civica di centro-sinistra    | sindaco |      |
| 27 maggio 2002 | 28 maggio 2007 | Vera Scalfaro            | lista civica                       | sindaco |      |
| 28 maggio 2007 | 7 maggio 2012  | Vera Scalfaro            | lista civica Indipendente          | sindaco |      |
| 7 maggio 2012  | 11 giugno 2017 | Salvatore Torchia        | lista civica "Progetto Sersale"    | sindaco |      |
| 11 giugno 2017 | in carica      | Salvatore Torchia        | lista civica "Progetto Sersale"    | sindaco |      |

L'amministrazione comunale vede come sindaco l'avvocato Salvatore Torchia in carica dal 7 maggio 2012 e protratto dall'11 giugno 2017.